# Hernando Vargas Rubiano
Hernando Vargas Rubiano (Tunja, 21 de febrero de 1917-Bogotá, 1 de junio de 2008) fue un arquitecto, inventor y gestor colombiano. 
Tres veces presidente de la Sociedad Colombiana de Arquitectos, participó en la creación de la primera carrera de arquitectura en Colombia, promovió la primera visita del reconocido arquitecto suizo Le Corbusier a Colombia, fue uno de los fundadores de la Universidad de los Andes en Bogotá, ministro de Educación (1959-1960) del presidente Alberto Lleras Camargo. Fue responsable del diseño y construcción de importantes edificios en varias ciudades de Colombia que incluyeron innovadores e incluso controvertidos enfoques, y promovió activamente el desarrollo de la región colombiana de Los Llanos Orientales y la creación de empresas vinculadas a la construcción. En Colombia varias de sus obras de arquitectura, como la adaptación del Museo Nacional de Colombia de Bogotá, el Edificio UGI en Bogotá, y el Hospital Universitario del Valle en Cali se consideran de valor patrimonial nacional. Igualmente, se conoció por obras modernistas como la Clínica del Country, su propia casa, y el Banco Ganadero en Bogotá, al igual que el Hotel Sochagota en Paipa (Boyacá).

## Biografía

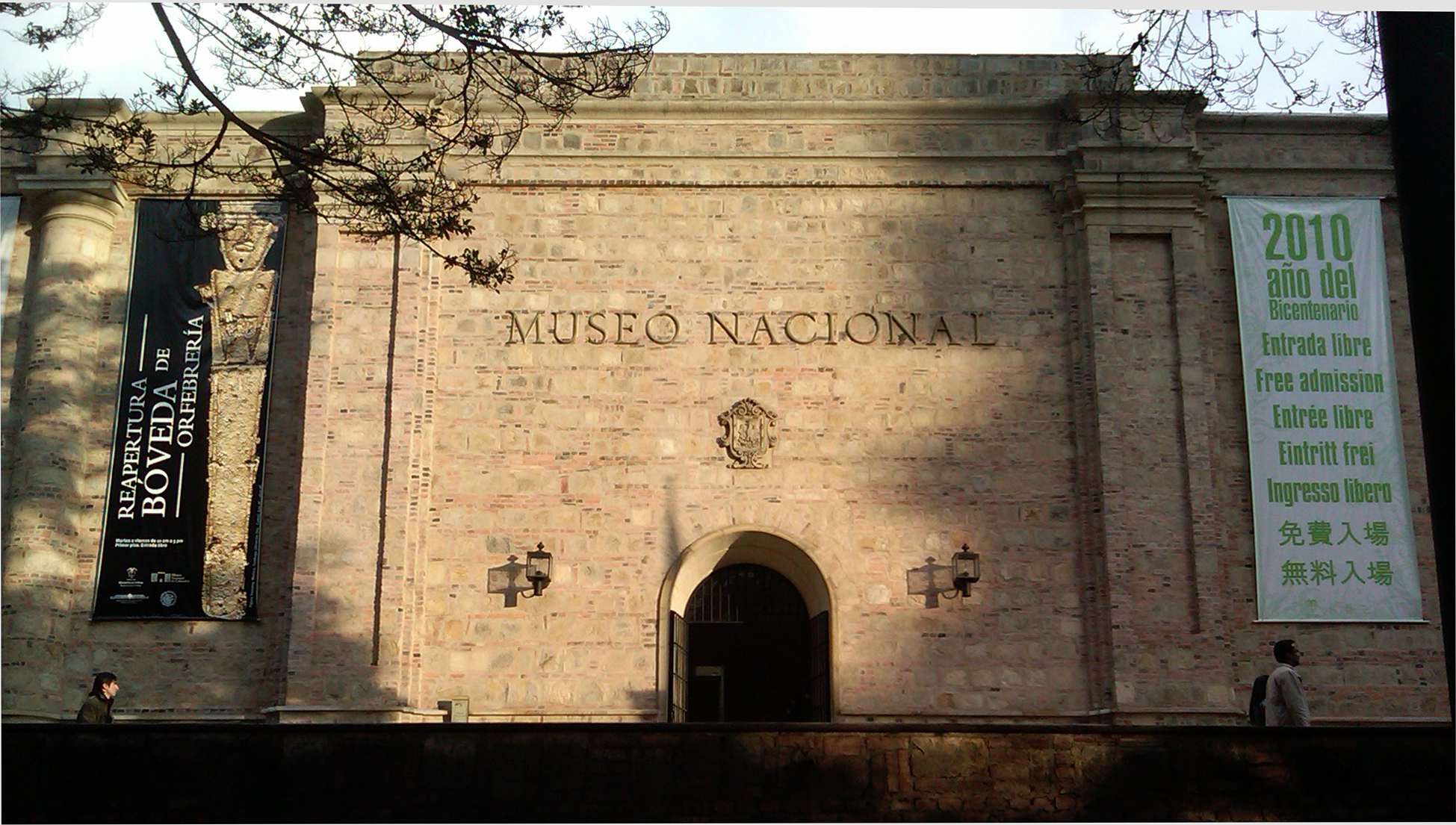
Vargas Rubiano fue responsable de adaptar el Panóptico de Bogotá en Museo Nacional.

Vargas Rubiano se graduó como bachiller en el Colegio de Boyacá en Tunja en 1935 y matriculó como estudiante de ingeniería en la Universidad Nacional de Colombia. Promovió la apertura de la carrera de arquitectura en 1937 cuando lideró a un grupo de estudiantes que lo solicitó al rector de la Facultad, José Gómez Pinzón. Se graduó en mayo de 1941 dentro de la primera promoción de arquitectos egresados de ese programa en el país, con tesis de grado sobre el Hospital General dirigida por Gabriel Serrano Camargo. Deportista y dibujante, en la Revista Apex, de los alumnos de la Facultad de Ingeniería, publicaba sus caricaturas de los profesores y mosaicos de estudiantes.

### Carrera profesional
Como arquitecto del Instituto de Crédito Territorial (ICT) del gobierno colombiano en programas de vivienda campesina y becario en un curso sobre vivienda de bajo costo en la Universidad de Pensilvania, se interesó en estudiar la tecnología de suelo-cemento o terra-concreto que se ensayaba en los Estados Unidos por el arquitecto Alfred Kastner, realizando obras con este material en los departamentos de Cundinamarca y Santander. Desarrolló proyectos y obras en la Sección de Edificios Nacionales del Ministerio de Obras Públicas de Colombia en el departamento del Cauca, en el Hotel de Coconuco, los Cuarteles, la Ciudad Universitaria y Escuela Normal de Popayán. Trabajando como colaborador de la firma de Alfonso Garrido Tovar en Cali ganó el concurso de la Clínica de Occidente en 1944 y participó en obras y diseños como los del Hospital Universitario del Valle y remodelación del Puente Ortiz
En 1945 inició firma independiente en Bogotá y en 1947 fue elegido por primera vez como presidente de la Sociedad Colombiana de Arquitectos. Allí promovió la invitación y visita del reconocido arquitecto y urbanista suizo Le Corbusier a Bogotá para encargarle su Plan Piloto. Siendo arquitecto para las obras de la IX Conferencia Panamericana en Bogotá, tuvo a su cargo el diseño y construcción de la adecuación del antiguo  Panóptico (penitenciaría) de Cundinamarca, del arquitecto Thomas Reed, en un nuevo Museo Nacional en 1948.
Fue profesor de construcción y detalles de madera, materiales de construcción, edificación y composición arquitectónica en su alma mater de la Facultad de Arquitectura de la Universidad Nacional de Colombia de 1945 a 1948 y, con Francisco Pizano de Bigard, Roberto Rodríguez Silva y Hernán Vieco, uno de los cuatro arquitectos que participaron en la fundación de la Universidad de los Andes en 1948.

### Actividad gremial y de promoción

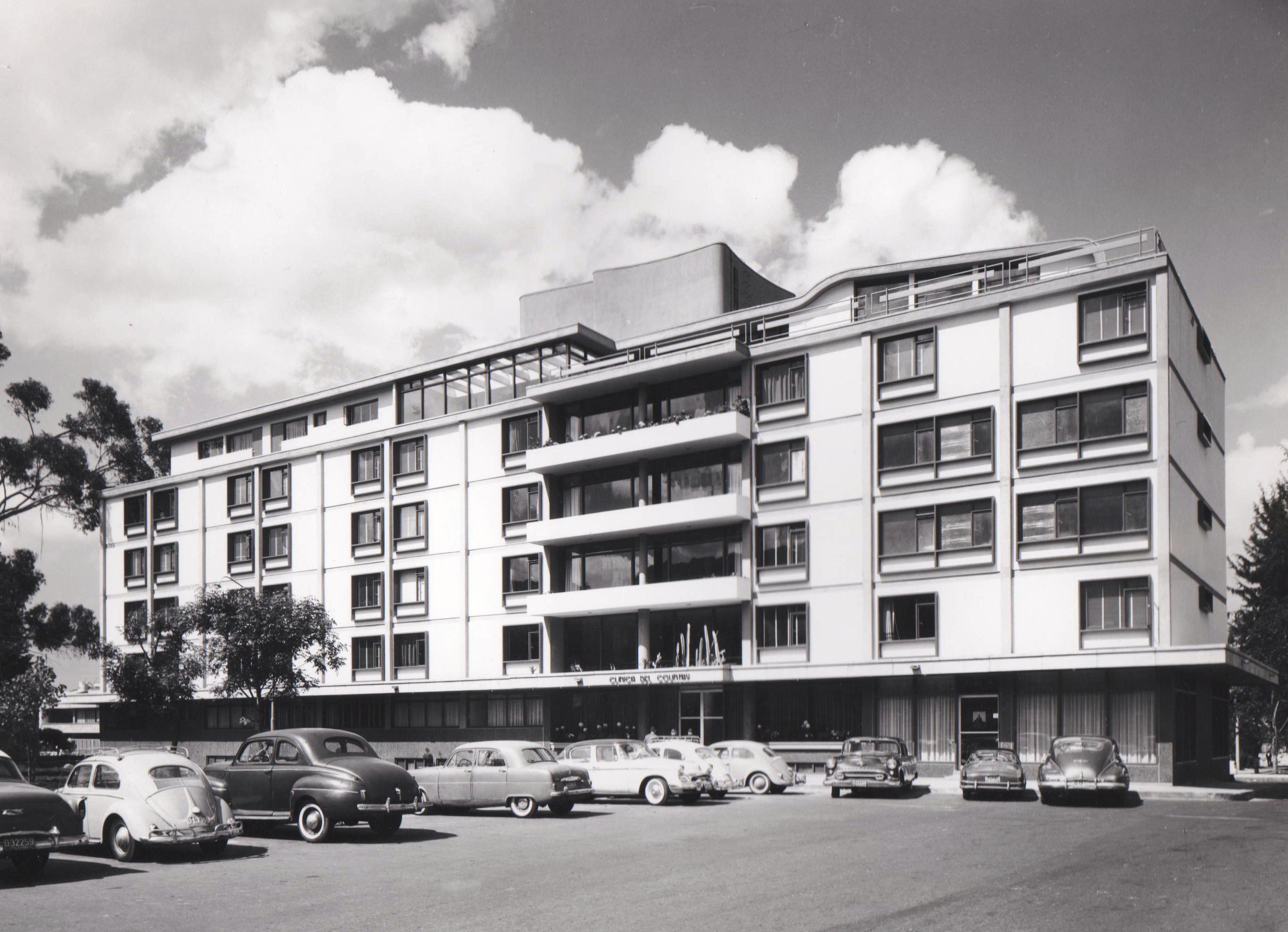
Clínica del Country en Bogotá, diseñada y construida por Vargas Rubiano (1962)

Nuevamente presidente de la Sociedad Colombiana de Arquitectos (SCA) en 1955 y 1956, impulsó la adopción del Código de Ética Profesional, el primer encuentro sobre enseñanza de la arquitectura, la publicación de su revista El Arquitecto, la invitación al arquitecto hispano-mexicano Félix Candela para dictar conferencias sobre su obra, y la exposición del reconocido pintor colombiano Alejandro Obregón en la galería del gremio en 1956. Promovió el primer seminario sobre la enseñanza de la arquitectura y propuso crear un consejo nacional de arquitectura integrado por los decanos de las facultades, la SCA y el gobierno colombiano para cuidar la enseñanza profesional, reglamentar y controlar el ejercicio profesional de la arquitectura. La Asociación Colombiana de Facultades de Arquitectura ACFA se creó finalmente en 1978 y el Consejo Nacional Profesional de Arquitectura, CNPAA, se instituyó en 1998 (22).

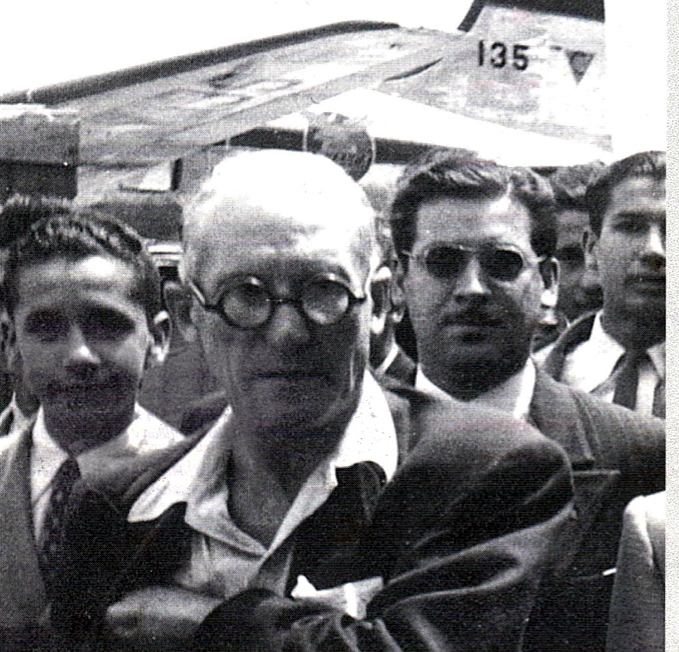
Le Corbusier es recibido en 1947 el Aeropuerto de Techo de Bogotá por Vargas Rubiano, presidente de la Sociedad Colombiana de Arquitectos.

Como miembro de la junta del Centro Interamericano de Vivienda y Planeamiento, CINVA, impulsó en 1956 el desarrollo y publicidad de la máquina CINVA-RAM que el ingeniero chileno Raúl Ramírez implementara para aplicar el suelo cemento en la producción manual de bloques de tierra comprimida. Representó a la SCA en congresos panamericanos de arquitectos, en delegaciones colombianas a congresos mundiales de la Unión Internacional de Arquitectos en Moscú, Praga y Buenos Aires y fue reconocido como miembro honorario de los colegios de arquitectos de Chile, Perú y Venezuela. La SCA lo distinguió como presidente honorario y decano del Consejo de Expresidentes. 
Vinculado durante muchos años a la región colombiana conocida como 'Los Llanos Orientales' o ‘El Llano’, lideró la fundación de las pioneras Sociedad de Amigos del Llano en 1958 y Fundación Llanos de Colombia en 1988. Los diversos vínculos que tuvo con el Llano hicieron que el presidente de la República de Colombia Alberto Lleras Camargo le ofreciera ser el primer gobernador del nuevo departamento del Meta en 1960, cargo que no aceptó. Participó en diversas iniciativas de desarrollo agropecuario en los Llanos Orientales, que incluyeron canales de riego y plantaciones de pino Caribe, a más de estudiar y proponer cables aéreos, obras viales, puentes y sistemas como el de intercomunicación fluvial para la vasta región colombiana de la Orinoquia en 1986, que en 10 canales con 127 kilómetros unirían 15 ríos de la cuenca.
Sirvió en directivas institucionales como la de Ferrocarriles Nacionales de Colombia (1963 a 1968) aportando sobre sus desarrollos inmobiliarios, la del Instituto de Crédito Territorial, ICT, (1968 a 1978) contribuyendo a iniciativas como el Estatuto de Normas Mínimas y el sistema de licitaciones abiertas, en el Consejo de Monumentos Nacionales (1979) y en las de empresas industriales como Acerías Paz del Río (1968 a 1975). Impulsó y fundó empresas en metalmecánica, piedras y mármoles y ladrillos, urbanizaciones, promoción inmobiliaria y hotelera. 
Intervino en 1966 para que se contratara por la ciudad de Villavicencio al Centro de Planificación y Urbanismo (CPU) de la Universidad de los Andes, para la planeación de la vía circunvalar de Villavicencio. Esta significativa obra en la nueva estructura urbana debía conectarse con su propuesta para nuevo puente sobre el río Guatiquía, construido finalmente tres décadas después. Por entonces, intervino para que el CPU estudiara la reglamentación de conservación arquitectónica de la ciudad histórica de Villa de Leyva en el departamento de Boyacá que fue base para su revaloración y desarrollo.

### Gestor e inventor

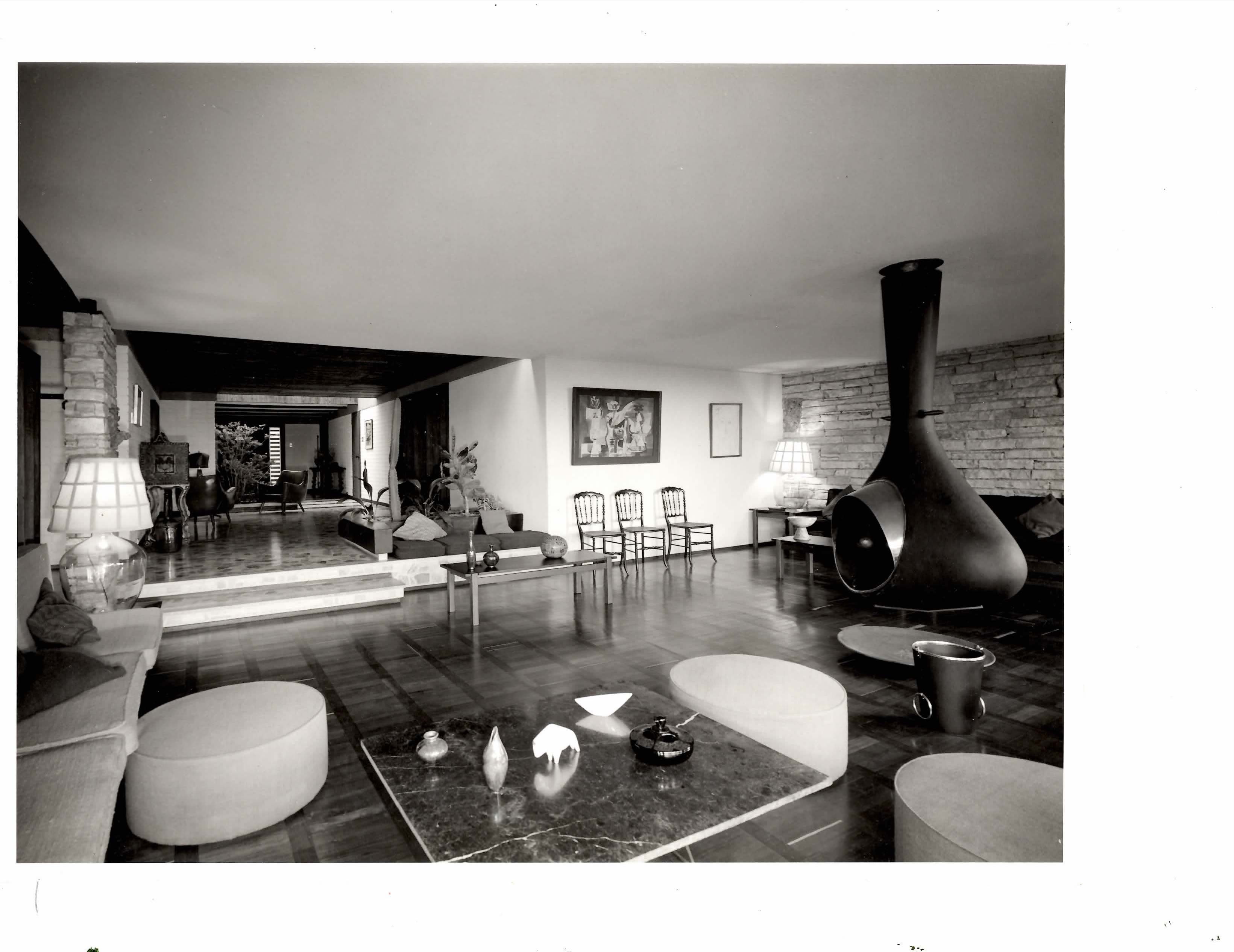
Interior de la casa del arquitecto (1960)

Vargas Rubiano mantuvo un continuo interés por desarrollos constructivos innovadores, como en su proyecto para el edificio del Banco Ganadero (actualmente edificio de la Procuraduría General de la Nación en Bogotá en 1972. Allí, con el concurso de Guillermo González Zuleta y Carlos Hernández Pava, como ingenieros estructurales y del constructor de estructuras David Salas, levantó una torre de oficinas de audaz configuración de cortinas y voladizos, concretos a la vista, antepechos prefabricados en hormigones claros, plantas libres y amplio espacio público. González Zuleta, su amigo desde tiempos comunes en el consejo estudiantil, fue uno de varios ingenieros estructurales que colaboraron en sus obras. 
Interesado en el movimiento, planteó diversas propuestas para artefactos como una bicicleta voladora, chimeneas giratorias, mesa de dibujo colgada del techo y escaleras plegables en caracol para su casa.
Modernista, apoyó la integración de obras de arte en sus proyectos como el mural del pintor colombiano Alejandro Obregón para el Banco Ganadero de Barranquilla (1971) y esculturas de Edgar Negret (1973) y Eduardo Ramírez Villamizar (1986) para exteriores de edificios en Bogotá (32).

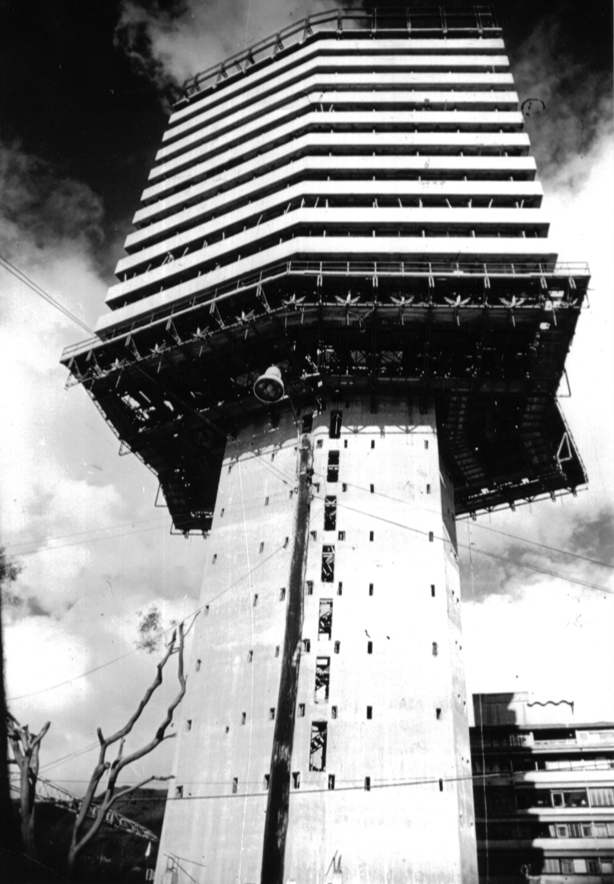
Edificio UGI, diseñado y construido por la firma H Vargas Rubiano e Hijos (1973-75)

Fue en el Edificio UGI en 1973 cuando cumplió un atrevimiento mayor en la promoción, diseño y realización de una torre de oficinas para construirse de arriba hacia abajo, inventando soluciones técnicas y constructivas con los ingenieros Guillermo González Zuleta, Felipe Estrada y Daniel Espinosa, en combinaciones de configuraciones estructurales y operativas que aprovechaban lo posible en el medio local colombiano en complejidad, materiales y equipos). 
Su proyecto para el World Trade Center de Bogotá, construido en tres etapas (1983-1986), aplicó las ideas de construcción de sótanos en suelos blandos mediante el sistema de cajón controlado, al lado de Roberto Maldonado y Guillermo González Zuleta, con el método de trabajo en equipo que Vargas Rubiano ejemplificaba. Desde finales de la década de 1970, se interesó en impulsar con el arquitecto Álvaro Ortega y otros profesionales y académicos la tarea del grupo Laborhabitat para llamar la atención pública sobre temas como transporte público y ahorro de agua.
A través de su firma profesional de arquitectura, ingeniería y construcción, constituida en 1948 como H.Vargas Rubiano y Cia., posteriormente activa como H. Vargas Rubiano Leiva y finalmente como H. Vargas Rubiano e Hijos, proyectó y llevó a cabo obras en varias ciudades de Colombia,  seleccionadas en bienales de arquitectura y publicadas en libros y revistas.

## Reconocimientos
En su obra arquitectónica, que empezara a publicarse en la revista Proa de arquitectura y urbanismo desde los inicios de la revista en 1946, se destacan casos como la de su propia casa (demolida), la Clínica del Country, el edificio ICETEX y los edificios Saturno, Casablanca, Vilanova, Verona y Lugano a lo largo de más de cuatro décadas. Encargado de la renovación de la localidad de Paipa del Hotel Termales,  proyectó y construyó el Hotel Sochagota, en emplazamiento sobre el lago del mismo nombre en el departamento de Boyacá, desarrollado en tiempo récord para el Sesquicentenario de la Independencia de Colombia en 1969. 
Esta labor sostenida fue reconocida en premios como el José Gómez Pinzón que la SCA, la Sociedad Colombiana de Ingenieros, SCI, y la Cámara Colombiana de la Construcción Camacol le otorgaron conjuntamente en el año 2000 y que se había entregado a reconocidos profesionales del diseño y la arquitectura como Doménico Parma, Guillermo González Zuleta y Rafael Esguerra, puntales de la edificación moderna en Colombia. 
Cuando en la Reunión del Concreto 2006 en Bogotá recibió reconocimiento y ovación por la presentación de su vida y obra de manos del ingeniero Luis Guillermo Aycardi y el arquitecto Germán Samper Gnecco, Vargas Rubiano recordó el origen infantil de su oficio cuando construía con sus manos las casas para las palomas. En esa ocasión, por votación entre sus 1,500 asistentes, se escogió al Edificio UGI, diseñado y construido por la firma de Vargas Rubiano, como una de las Diez Maravillas del Concreto en Colombia. 

## Vida personal
En 1945 se casó en Popayán con Rosita Caicedo Ayerbe, con quien tuvo cuatro hijos, Leticia, Hernando, José y Cecilia. 